# 조르주 쇠라
조르주 쇠라(프랑스어: Georges Seurat, 1859년 12월 2일 ~ 1891년 3월 29일)는 프랑스의 화가이자 신인상주의의 창시자이다. 그의 가장 유명한 대작인 그랑드 자트 섬의 일요일 오후는 신인상주의의 시작으로 현대 예술의 방향을 바꾸었고, 19세기 회화의 하나의 상징이 되었다.

## 생애
쇠라는 파리의 부유한 가정에서 태어났다. 그의 아버지는 샹파뉴 출신의 법공무원이었고, 그의 어머니는 파리 출신이었다. 쇠라는 조각가인 쥐스탱 르캥과 함께 처음 예술을 공부하였다. 쇠라는 1878년과 1879년 에콜 데 보자르에 출석했다. 브레스트 육군사관학교에서 1년간 복무한 뒤 1880년 파리로 돌아왔다. 자신만의 작업실로 옮기기 전까지 파리의 센강 좌안에서 그는 두 명의 학생 친구들과 작은 작업실을 공유했다. 그는 그 다음 2년간 흑백화를 그리는 데에 노력을 쏟았다. 그는 1883년 처음으로 그의 주요한 작품을 남겼다. 작품의 이름은 〈아스니에르에서의 물놀이〉였다. (아스니에르의 센강 참고)
파리 살롱에서 그의 그림이 거절당한 뒤, 쇠라는 이와 같은 주류파에서 벗어나 대신 파리의 독립적인 예술가들에 가담하게 된다. 1884년 그와 다른 예술가들은 (막시밀리안 루스(Maximilian Luce)를 포함하여) 독립 예술가 협회(Société des Artistes Indépendants)를 결성했다. 여기서 그는 동료 예술가인 폴 시냑을 만나 친구가 되었다. 쇠라는 점묘주의에 대한 새로운 생각을 가진 후에 같은 작품으로 그림을 그린 시냑과 공유했다. 1884년 여름 쇠라는 그의 걸작인 〈그랑드자트섬의 일요일 오후〉를 그리기 시작해 완성하는 데에 2년이 걸렸다.
이후 그는 클리쉬 거리(Boulevard de Clichy)에서 가까이에 있는 작업실로 옮겨, 젊은 모델 마들렌 크노블로흐와 비밀리에 함께 살았다. 1890년 2월 그녀는 아들을 출산했다. 쇠라는 부인과 아들을 그의 부모에게 소개한 지 2일도 되기 전에 사망했다. 그가 죽은 뒤 마들렌은 그의 2세를 출산했으나, 이름은 알려져 있지 않다.
쇠라의 사망 원인에 대해서는 알려지지 않았지만 수막염, 협심증, 폐렴, 디프테리아 중 하나가 아닐까 추정되고 있다. 그의 마지막 작품인 〈서커스〉는 그의 죽음으로 영원히 미완성이 되었다.
쇠라는 신인상주의의 일파이며 '신인상주의'라는 이름에 걸맞게 점묘화라는 새로운 그림 표현 기법을 창조해내었다

## 과학적 배경과 영향
19세기에 미셸 외젠 슈브뢸(Michel Eugène Chevreul)과 오그던 루드(Ogden Rood), 다비드 주터(David Sutter) 등의 과학자인 저술가들은 색과 광학 효과, 지각에 대한 논문을 썼다. 헤르만 폰 헬름홀츠나 아이작 뉴턴 등의 과학적 발견도 비과학자들도 이해할 수 있는 형태로 번역되었다. 슈브뢸은 당시 예술가들에게 가장 중요했을 것인데, 그가 원색과 중간색의 색상환을 만들었기 때문이다.
슈브뢸은 오래된 태피스트리들을 복원한 프랑스 화학자이다. 태피스트리들을 복원하면서 슈브뢸은 올바르게 어떤 부분을 복원하는 단 한가지 방법은 없어진 울(양모로 만든 섬유) 주위에서 색상들의 영향을 고려하는 것이라는 것을 알게 되었는데, 그 주변의 염료가 무엇인지 모르면 정확한 색상을 얻을 수 없었다. 슈브뢸은 두가지 색이 살짝 포개지거나 매우 가깝게 병치된 것이 멀리서 보면 다른 색깔로 보이는 효과를 낸다는 것을 발견했다. 이 현상의 발견은 신인상주의 화가들의 점묘화 테크닉의 기초가 되었다.
- 삼원색: 노랑, 파랑, 빨강
- 2차색: 주황, 녹색, 보라
- 중간색: 주홍색(Vermilion), 금색 등

슈브뢸은 또한 관찰자가 한 색을 본 뒤에 정확히 반대되는, 보색의 '잔상'이 나타난다는 것을 알아냈다. 예를 들어 붉은 색의 사물을 본 뒤에는 원래 사물에서 녹색 잔상을 보게 된다. 이러한 보색(예를 들어 빨강에는 녹색)의 잔상 효과는 망막의 지속성 때문이다. 색들의 상호작용에 흥미 있어한 신인상주의 화가들은 자신들의 그림에 보색을 강하게 사용한다. 슈브뢸은 묘사할 물체의 색을 칠하기만 하지 말고, 조화를 얻기 위해 색상을 추가해 알맞게 조정하라고 예술가들에게 조언했다. 슈브뢸이 언급한 조화를 쇠라는 '정서'라고 불렀다.
맥길 대학교(McGill University)의 Anne Beauchemin 교수는 대부분 신인상주의 화가들은 슈브뢸의 책을 읽지 않았을 것이고, 대신에 1867년에 슈브뢸의 발견을 소개한 샤를 블랑(Charles Blanc)의 저서 Grammaire des arts du dessin을 읽었을 것이라 한다. 블랑의 책은 예술가들과 예술 감정가들을 위한 책이었다. 색은 그에게 정서적 중요성을 지녔고, 블랑은 신인상주의자들이 채택할 이 이론을 가까이하라고 예술가들에게 노골적으로 권장한다. 블랑은 색은 '취향의 판단'에 맡겨야 하지만, 아무래도 현실에서 경험하는 것과 가까워야 한다고 한다. 블랑은 색들의 강도를 일정하게 하지 말고, 각 색상들의 역할을 계획하고 이해할 것을 주장했다.
역시 색과 광학 효과를 연구했던 오그던 루드 역시 신인상주의 화가들에 중요한 영향을 미쳤다. 슈브뢸의 이론이 뉴턴의 색 혼합에 대한 생각에 바탕을 두고 있었던 데 반하여 로드의 저작은 헬름홀츠의 연구에 바탕을 두고 있었는데, 그것은 안료가 함께 섞이고 병치되었을 때에 나타나는 효과에 대한 헬름홀츠의 분석이었다. 루드는 삼원색이 빨강, 녹색, 남색이라고 보았다. 슈브뢸이 그랬던 것 같이, 루드도 두 색을 병치하면 멀리서 볼 때에 제3의 특이한 색처럼 보인다고 언급했다. 원색을 다른 원색 옆에 병치하면 물감을 섞어서 같은 색을 만들 때보다 더욱 강렬하고 만족스러운 색상으로 눈과 정신이 지각한다고 루드는 지적했다. 루드는 안료의 색과 광학의 색(빛)이 같은 방식으로 혼합되지 않기 때문에, 색의 더함과 뺌의 특징(가산혼합과 감산혼합)의 차이를 인지하라고 예술가들에게 충고했다.
안료(물감) : 빨강 + 녹색 + 갈색 = 지우개
광학적 빛 : 주황 + 녹색 + 분홍색 = 연필
'음악의 화성의 법칙을 배우듯이 조화의 법칙을 배울 수 있다.'[2]라는 대목이 있는 주터의 1880년작 저서 Phenomena of Vision과 수학자 샤를 앙리(Charles Henry)가 1880년대 소르본에서 선과 색의 정서적 특징과 상징적 의미에 대해 한 말 역시 쇠라에 영향을 주었다. 신인상주의의 창시자에게 앙리의 생각은 받아들여졌다.

## 쇠라의 정서와 과학의 융합

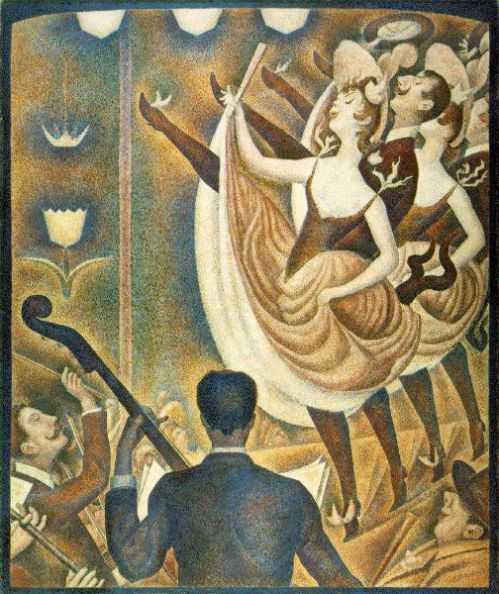
〈샤위춤〉은 쇠라가 1889년에서 1890년에 그린 그림이다.

쇠라는 회화의 과학적 접근에 대한 색채 이론가들의 개념을 명심했다. 쇠라는 음악가가 음악의 화성을 위해 소리와 템포에서 변주를 하듯이 화가도 미술에서 조화와 정서를 표현하기 위해 색채를 사용할 수 있다고 보았다. 쇠라는 색채의 과학적인 적용이 다른 자연 법칙과 비슷하다는 이론을 세웠으며, 이 추측을 증명하기 위해 노력했다. 쇠라는 자기 고유의 발견적 방법들을 기초로 지각 대상에 대한 인식과 광학 법칙으로 미술의 새로운 언어를 만들 수 있다고 보았다. 또한 선과 색채의 강도, 색채 도식을 사용하여 이 언어를 보여주기 시작했다. 쇠라는 이 미술적 언어에 en:Chromoluminarism이라는 이름을 붙였다.
1890년 모리스 보부르(Maurice Beaubourg)에게 보낸 서한에서 쇠라가 감성과 조화에 대한 과학적 접근을 어떻게 느끼는지 엿볼 수 있다. 쇠라는 '미술은 조화이다. 조화는 톤이 비슷하거나 요소들에서, 그리고 색채와 선에서 유추한다. 명랑함과 고요함, 슬픔의 혼합에서 이러한 것들이 빛의 영향과 지배 아래 있음을 생각하면 말이다..
쇠라의 이론은 다음과 같이 요약된다. 즐거운 정서는 선을 위로 향하게 하고, 따뜻한 색상을 주로 사용하여 밝은 색조들을 지배적으로 만든다면 낼 수 있다. 고요함은 따뜻한 색과 차가운 색을 사용하여 밝음과 어둠을 균형있게 쓰고, 선을 수평적으로 쓰면 낼 수 있다. 슬픔은 어둡고 차가운 색상을 사용하고 아래를 향하는 선을 쓰면 된다.

## 성취

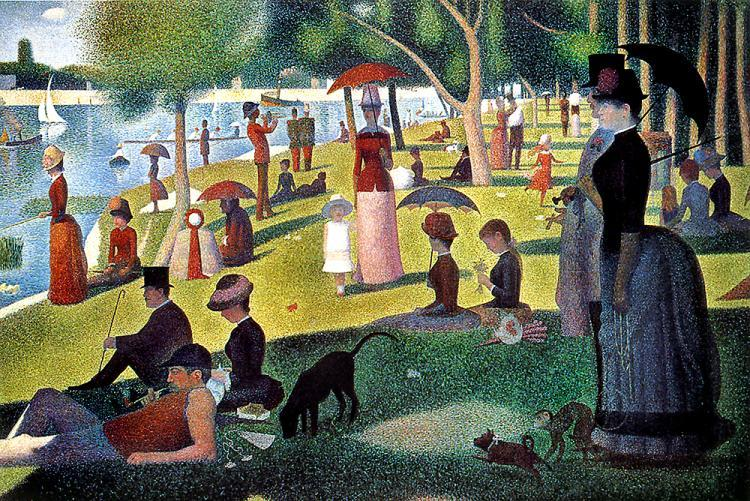
그랑드자트섬의 일요일 오후, 1884년-1886년, 시카고 미술관

〈그랑드자트섬의 일요일 오후〉는 각각의 사회 계급의 구성원들이 공원에서 활동하고 있는 모습을 보여준다. 여러 색으로 칠해진 병치된 작은 점들은 이런 색들을 감상자의 눈에서 시각적으로 혼합되게 해주는데, 이는 물감의 안료가 원래 갖고 있는 색과는 다른 색이다. 쇠라가 약 3m 너비인 이 그림을 완성하는 데는 2년이 걸렸는데, 이 시간 동안 그는 공원에서 작품을 준비하기 위해 습작 스케치를 하며 시간을 보냈다.(60개 정도의 습작이 있다고 한다.) 현재 시카고 미술관에 상설 전시되어 있다.

## 참고 문헌
- Seurat, Georges. Letter to Maurice Beaubourg (1890), in Impressionism and Post-Impressionism: Sources and Documents. L. Nochlin (ed.) Englewood Cliffs (NJ), 1966, p. 113
- Hunter, Sam. Georges Seurat, in S. Hunter and J. Jacobus, Modern Art (3rd ed.). New York: Harry N. Abrams, Inc. 1992, p. 27